# Edmond Goblot
Edmond Goblot (Mamers, 1858 - Labaroche, 1935) fue un filósofo y lógico francés, que formó parte de la escuela francesa de sociología.
Formado en la École normale supérieure de París, realizó su doctorado sobre la filosofía de la ciencia. Fue profesor en Caen y en la universidad de Lyon. Es considerado un seguidor más del racionalismo francés, cercano a los postulados de Léon Brunschvicg y André Lalande. 
Sus obras más significativas fueron el estudio sobre la burguesía francesa de 1925 y el de la lógica de los juicios de valor de 1927.

## Obras
- Edmond Goblot (1898). Essai sur la classification des sciences.
- — (1901). Vocabulaire philosophique.
- — (1902). Justice et Liberté.
- — (1918). Traité de Logique.
- — (1922). Le système des sciences, le vrai, l'intelligible et le réel.
- — (1925). Le barrière et le niveau. Étude sociologique sur la bourgeoisie française moderne. (edición descargable en la Universidad de Quebec)
- — (1927). La logique des jugements de valeur, théorie et aplications.

En español
- Librería El Ateneo, ed. (1945). Vocabulario filosófico.
- Luis Enrique Alonso, ed. (2003). La barrera y el nivel: estudio sociológico de la burguesía francesa moderna. ISBN 8434014823.